# Acaulon muticum
Acaulon muticum là một loài Rêu trong họ Pottiaceae. Loài này được (Schreb. ex Hedw.) Müll. Hal. mô tả khoa học đầu tiên năm 1847.

## Hình ảnh

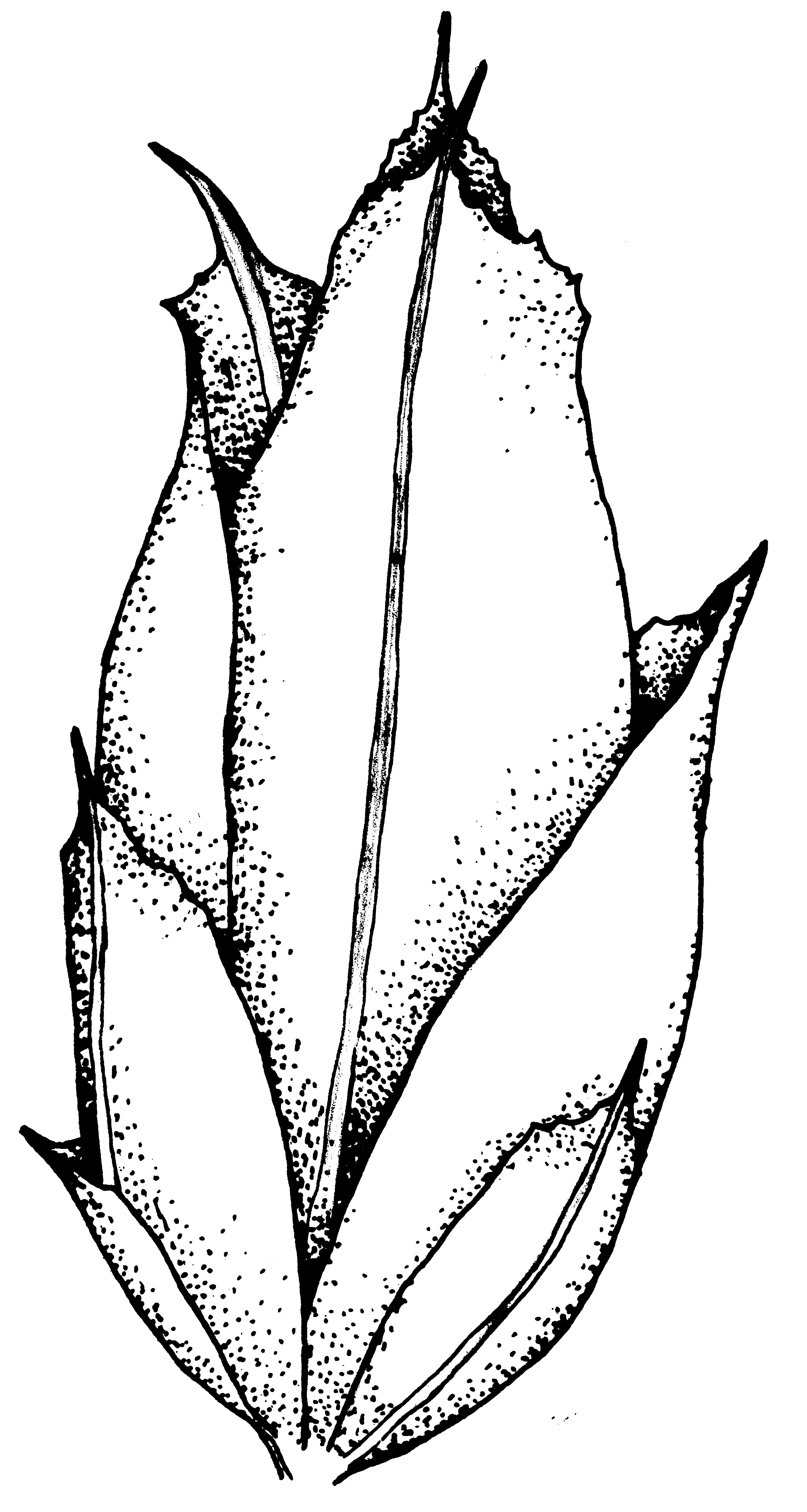